# El disfraz, cosa falaz
El disfraz, cosa falaz es una historieta de 1995 del dibujante de cómics español Francisco Ibáñez perteneciente a su serie Mortadelo y Filemón. 

## Trayectoria editorial
Firmada en 1995, se publicó primero en 1996 en el número 64 de la colección Magos del humor y luego en el número 129 de la Colección Olé.

## Sinopsis
Mortadelo y Filemón, en este tomo, deberán atrapar a diferentes malhechores como Nino Laurio (un capo de la mafia), un traficante de heroína, otro de hachís...pero, ninguno son culpables, ya que siempre sus detenciones se deben a malentendidos. Mortadelo, esta vez más que nunca, tiene que utilizar sus disfraces, a lo que se une Filemón, aunque no con mucho acierto. Destaca sobre todo la batalla de disfraces que mantiene Mortadelo contra el jefe supremo de la mafia, Lucrecio Calcetini.

## Comentarios
El duelo de disfraces entre Mortadelo y Lucrecio recuerda al duelo de brujos de la película Merlín, el encantador. Fue la primera historieta de MyF que se publicó directamente en álbum, sin haber sido seriada en revistas previamente.